# Erzbistum Chambéry
Das Erzbistum Chambéry (lateinisch Archidioecesis Camberiensis, französisch Archidiocèse de Chambéry) ist ein Erzbistum der römisch-katholischen Kirche in Frankreich mit Sitz in Chambéry.

## Geschichte
Das am 18. August 1779 von Papst Pius VI. begründete Bistum wurde aus dem Bistum Grenoble herausgetrennt und war ein Suffraganbistum des Erzbistums Lyon. Und durch das Konkordat von 1801 wurden ihm das Erzbistum Tarentaise und das Bistum Maurienne inkorporiert.
Nach dem Wiener Kongress wurde es am 10. Juli 1817 innerhalb des Königreichs Sardinien zum Metropolitansitz für die Stammlande des Hauses Savoyen, westlich des Alpenhauptkamms und des Aostatales. Das Land Savoyen, die Kirchenprovinz Chambéry, verblieb bei Sardinien bis zum Frieden von Zürich von 1860, wo beschlossen wurde, dass das Herzogtum Savoyen und die Grafschaft Nizza an Frankreich fällt und Sardinien mit weiteren Ländern Italiens im Rahmen des Risorgimento zum Königreich Italien vereinigt werden.
Nachdem es am 26. April 1966 durch Papst Paul VI. mit den Bistümern Maurienne und Tarentaise wiedervereinigt wurde, verlor es am 16. Dezember 2002 seinen Status als Metropolitansitz und wurde wieder in die Kirchenprovinz Lyon eingegliedert, wobei es jedoch seinen Rang als Erzbistum beibehielt.
Gliederung der Kirchenprovinz Chambéry von 1817 bis 1966
- Erzbistum Chambéry

1. Bistum Annecy (seit 1822)
2. Bistum Aosta (bis 1862)
3. Bistum Maurienne (seit 1825)
4. Bistum Tarentaise (seit 1825)

Gliederung der Kirchenprovinz Chambéry von 1966 bis 2002
- Erzbistum Chambéry
  - Bistum Annecy

## Ordinarien
1. Michel Conseil (1780–1793)
2. René des Monstiers de Mérinville (1802–1805)
3. Irénée-Yves Desolle (Dessole) (1805–1823)
4. François-Marie Bigex (1824–1827)
5. Antoine Martinet (1827–1839)
6. Alexis Kardinal Billiet (1840–1873)
7. Pierre-Anastase Pichenot (1873–1880)
8. François-Albert Leuillieux (1881–1893)
9. François Hautin (1893–1907)
10. Gustave-Adolphe de Pélacot (1907–1907)
11. François-Virgile Kardinal Dubillard (1907–1914)
12. Dominique Castellan (1915–1936)
13. Pierre-Marie Durieux (1937–1947)
14. Louis de Bazelaire (1947–1966)
15. André-Georges Bontems (1966–1985)
16. Claude Feidt (1985–1999) (dann Erzbischof von Aix (-Arles-Embrun))
17. Laurent Ulrich (2000–2008) (dann Erzbischof von Lille)
18. Philippe Ballot (2009–2022) (dann Bischof von Metz)
19. Thibault Verny (seit 2023)